# Hans Pechar
Hans Pechar (* 1950) ist ein österreichischer Erziehungswissenschaftler und Bildungsökonom.

## Werdegang
Nach dem Studium der Erziehungswissenschaft und Psychologie an der Universität Wien promovierte Pechar 1984 mit einer Arbeit über Die pädagogischen Kosten des Berechtigungswesens. Von 1986 bis 1996 befasste er sich mit der Analyse und Politikberatung in der staatlichen Hochschulverwaltung. In dieser Funktion übernahm Hans Pechar eine Aufgabe bei der Planung und Gestaltung der österreichischen Fachhochschulen. Seit 1996 war er wissenschaftlicher Mitarbeiter am Institut für interdisziplinäre Forschung, seit 2003 a. o. Universitätsprofessor für Hochschulforschung an der Alpen Adria Universität. 1990/91 war er Fulbright Scholar am Center for Studies in Higher Education, University of California, Berkeley.
Er lehrte von 2003 bis 2015 an der Alpen Adria Universität in Klagenfurt an der Fakultät für Interdisziplinäre Forschung und Fortbildung und leitete die Abteilung Hochschulforschung (Standort Wien). Danach arbeitete er noch an der Universität Oldenburg.
Zahlreiche Gastprofessuren führten ihn an die kanadische University of British Columbia, Vancouver. 1999–2003 war er Mitglied des Board of Governors im Consortium of Higher Education Researchers (CHER), 2012–2014 Mitglied im Vorstand der Gesellschaft für Hochschulforschung. Von 2011 bis 2014 vertrat er Österreich im Governing Board des Centre for Educational Research and Innovation – CERI, dem bildungswissenschaftlichen Think Tank der OECD. 2017 erhielt er das Österreichische Ehrenkreuz für Wissenschaft und Kunst.
Ende der 1990er Jahre plädierte er für Studiengebühren in Österreich ohne soziale Abschreckung. Seine Position in der Bildungsökonomie vermeidet eine rein wirtschaftliche Betrachtung zugunsten politischer Aspekte.

## Veröffentlichungen
- Hans Pechar: Bildung im Spannungsfeld von Ökonomie und Politik. 2. überarb. erweit. Auflage. Band 17. Waxmann, Münster New York 2016, ISBN 978-3-8309-3499-8.
  - Bildungsökonomie und Bildungspolitik[5]
- Humboldt in der Massenuniversität? Vom Elend der neuhumanistischen Bildungsreligion. In: Brigitte Kossek / Charlotte Zwiauer (Hg.): Universität in Zeiten von Bologna, V&R unipress/Vienna University Press, 2012, S. 69–82.
- Hans Pechar und Lesley Andres (2011): Higher-Education Policies and Welfare Regimes: International Comparative Perspectives. In: Higher Education Policy, 2011, 24, pp.25 – 52.
- Abschied vom Nulltarif. Argumente für sozialverträgliche Studiengebühren (Passagen Wissenschaft und Bildung), 1996, ISBN 978-3-85165-216-1.

## Einzelbelege
1. ↑  a.o. Prof. Dr. Hans Pechar // Universität Oldenburg. Abgerufen am 30. Oktober 2023.
2. ↑  CHER - Consortium of Higher Education Researchers. Abgerufen am 30. Oktober 2023.
3. ↑  Center für Educational Research and Innovation -CERI. (PDF) OECD, abgerufen am 31. Oktober 2023 (englisch).
4. ↑  Wirtschaftspolitisches Zentrum Research | Verleihung des Österreichischen Ehrenkreuzes für Wissenschaft und Kunst an ao. Univ. Prof. i.R. Dr. Hans Pechar. Abgerufen am 31. Oktober 2023 (deutsch).
5. ↑  Rezension zur 1. Auflage 2006

| Personendaten    | Personendaten                                       |
| ---------------- | --------------------------------------------------- |
| NAME             | Pechar, Hans                                        |
| KURZBESCHREIBUNG | österreichischer Bildungsökonom und Hochschullehrer |
| GEBURTSDATUM     | 1950                                                |